# Donatella Milani
Donatella Milani (Montevarchi, 3 febbraio 1963) è una cantautrice italiana.

## Biografia
Appassionata di canto fin da piccola, partecipa, all'età di 4 anni, allo Zecchino d'Oro.

### La notorietà (1980-1984)
Inizia la sua carriera di autrice nel 1980, quando scrive con Paolo Barabani e Pupo il celebre brano Su di noi, il cui testo è ispirato alla relazione intercorsa tra la Milani e quest'ultimo, che incide la canzone.
Grazie alla vittoria del Festival di Castrocaro del 1982 con la canzone Perché mi sento sola, partecipa al Festival di Sanremo 1983 ottenendo buoni riscontri sia come interprete, presentando Volevo dirti (classificatasi al secondo posto), sia come autrice dei brani Stiamo insieme e Complimenti, cantati rispettivamente da Richard Sanderson e da Stefano Sani. Sempre nel 1983 incide un altro 45 giri, Lontani noi, sigla del programma Discoring Estate, che lei stessa conduce insieme a Mauro Micheloni.
L'anno successivo prende nuovamente parte al Festival di Sanremo, stavolta nella sezione "Big", con la canzone Libera, classificandosi tredicesima. Nelle sue esibizioni, la Milani si distingue inoltre per un look tendenzialmente trasgressivo, unitamente allo stile delle sue canzoni fortemente orientate a un pop orecchiabile e ritmico.

### Anni successivi
Nel 1985, dopo aver inciso il 45 giri Vorrei farti capire, la cantante accusa un serio problema alle corde vocali, che la terrà per alcuni anni lontana dalle scene. In questo periodo rimane comunque attiva come autrice, e si dedica anche all'attività di talent scout.
Nel 1988 conduce insieme a Myriam Fecchi il programma FM Musica, in onda su RaiStereoDue, cantandone (sempre con Myriam Fecchi) la sigla, dal titolo Ci stai?.
Una grande occasione come autrice arriva nel 1993 quando Caterina Caselli la vuole alla Sugar per collaborare all'album d'esordio di Gerardina Trovato. La Milani scriverà ma soprattutto musicherà per la cantautrice diverse canzoni, fra cui la fortunata Ma non ho più la mia città e Piccoli già grandi.
Torna in TV nel 2001, partecipando alla gara canora di Canale 5 La notte vola dove esegue nuovamente il successo sanremese del 1983 Volevo dirti.
Nel giugno 2018 partecipa alla prima edizione del programma Ora o mai più su Rai 1 come concorrente, ma si ritira in seguito alla prima puntata per gravi motivi familiari. Dal 19 gennaio dell'anno seguente prende parte alla nuova edizione del programma al fianco della coach Donatella Rettore che sarà presente solo fino alla quarta puntata, a seguito di una lite tra le due scatenata da un fuori onda della Milani molto critico rispetto all'operato della Rettore in qualità di coach, e che sfocia nel rifiuto di quest'ultima a cantare con la Milani. 
L'episodio contribuisce a un decollo di ascolti per il programma, durante il quale Donatella Milani esegue Splendido splendente e Io ho te. Nell'ultima puntata, dopo la presentazione dell'inedito, scritto a quattro mani con Luigi Mosello, vi sarà la riappacificazione con la Rettore, che dichiarerà di apprezzare il brano proposto dalla Milani.
Da questa esperienza sono scaturite ulteriori partecipazioni a varie trasmissioni televisive, tra cui tre partecipazioni all'interno del programma televisivo pomeridiano Vieni da me, condotto da Caterina Balivo su Rai 1.

## Discografia

### 45 giri
- 1983 - Volevo dirti/Perché mi sento sola (Ricordi, SRL 10975)
- 1983 - Lontani noi/Corri ragazzo (Ricordi, SRL 10987)
- 1984 - Libera/Quando ti perderò (Ricordi, SRL 10997)
- 1985 - Vorrei farti capire/Prendi me (Ricordi, SRL 11028)
- 1987 - Nel segno del Leone/Per quelli come noi (Ricordi, SRL 11056)
- 1988 - Ci stai?/Ci stai? (Accappella Version) (Fonit Cetra, SP 1866) (con Myriam Fecchi)
- 1989 - Sento dentro me/Resterò oppure... no
- 1990 - Ciao Roma/Oh yeah
- 1991 - I'm just myself/Sono sempre io
- 1992 - Roja noche/Notte e fuoco
- 1993 - Nessuno mai/Avanzi di serate
- 1994 - No no non ci sto/Gerry
- 1995 - Good morning baby/Eppure esisto
- 1996 - Sarà così/Giorni vuoti
- 1997 - Ho rubato un disco che fa/Bailando
- 1998 - Questa è la storia/Buondì
- 2003 - Io non mi fermo
- 2007 - Sigarette
- 2011 - Aprimi il cuore

### Singoli digitali
- 2019 - Non gridare
- 2021 - Guardami (Camelia feat. Donatella Milani)
- 2021 - Caleidoscopio (Camelia feat. Donatella Milani)